# Chironomus serresi
Espèce
Chironomus serresi est une espèce fossile de diptère nématocère de la famille des Chironomidae, de la sous-famille des Chironominae, de la tribu des Chironomini et du genre Chironomus. 

## Classification
L'espèce Chironomus serresi est décrite en 1937 par le paléontologue français Nicolas Théobald (1903-1981). 

### Fossiles
L'holotype M 36, de l'ère Cénozoïque, et de l'époque Oligocène (33,9 à 23,03 Ma.) faisait partie de la collection de l'Institut géologique de Marseille  et vient du gypse d'Aix-en-Provence. Cet holotype est complété par deux autres échantillons A 110 (mâle) et A 102 (femelle).

### Étymologie
L'épithète spécifique « serresi » est un hommage à Marcel de Serres.

## Description

### Caractères
La diagnose de Nicolas Théobald en 1937, : 

« Insecte de petite taille, corps brun. Tête petite, inclinée sous le thorax, yeux composés de forme ovale, antennes plumeuses, aussi longues que le thorax. Thorax ovale, bombé. Abdomen allongé, 8 segments, organes génitaux non discernables. Pattes grêles, allongées. Ailes manquantes. »

### Dimensions
La longueur totale du corps est de 4,5 mm

### Affinités
« En l'absence d'ailes, on ne peut déterminer l'échantillon avec précision. »

## Galerie

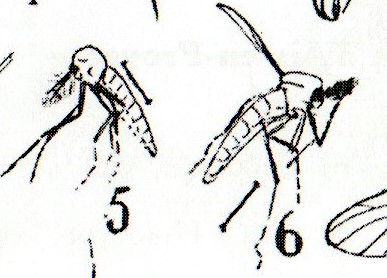
Chironomus serresi (5) avec son voisin de découverte Chironomus aquisextanus (6).

- Espèces vivantes du genre Chironomus
- Chironomus crassicaudatus.
- Chironomus anthracinus.
- Chironomus plumosus.
- Chironomus zealandicus.
- Chironomus yoshimatsui.

### Publication originale
- [Nicolas Théobald 1937] Nicolas Théobald, « Les insectes fossiles des terrains oligocènes de France 473 p., 17 fig., 7 cartes,13 tables, 29 planches hors texte », Bulletin Mensuel de la Société des Sciences de Nancy et Mémoires de la Société des sciences de Nancy, Imprimerie G. Thomas,‎ 1937, p. 1-473 (ISSN 1155-1119 et 2263-6439, OCLC 786027547). .